# Ouetsu Reppan Domei

Bandeira da Ōuetsu Reppan Dōmei.

O Ōuetsu Reppan Dōmei (奥羽越列藩同盟, , entre 1868 a 1869) também conhecida como Aliança do Norte (北部同盟, , Hokubu Doumei) foi uma Aliança política e militar japonesa da qual participaram quase todos os Hans das Províncias de Mutsu, Dewa e Echigo , compostas pelos domínios de Sendai, Yonezawa, Aizu, Shonai e Nagaoka, com um total de 50 mil homens  que se estabeleceu durante o curso de vários meses durante a Guerra Boshin. Sua bandeira era ou uma estrela de cinco pontas branca em um campo preto, ou uma estrela de cinco pontas preta em um campo branco.
Sediada no Castelo Shiroishi, o chefe nominal da aliança foi o príncipe imperial Kitashirakawa Yoshihisa , o outrora abade do Templo Kan'eiji em Edo, que fugiu com seus homens para o norte após o fim da Aliança Satsuma-Chōshū (薩摩長州同盟, , Satsuma-Chōshū Dōmei), ou Aliança Satchō, quando se declarou Imperador Tobu. 
Heterogênea  por sua natureza, a Aliança era formada por uma combinação de forças tradicionais e modernas. Foi ousada, ao inovar conseguindo combinar as forças militares de vários domínios, mas foi incapaz de agir como uma unidade única e coesa.  Apesar da Aliança ser numerosa, era mal equipada, e dependia de métodos de luta tradicionais. Armamentos modernos eram escassos, e esforços de última hora foram feitos para construir canhões feitos de madeira e reforçados com cordas, que atiravam projéteis de pedra. Tais canhões, instalados em estruturas defensivas, podiam somente atirar quatro ou cinco projéteis antes de explodir.
Com a queda de Sendai e Aizu, a Aliança efetivamente entrou em colapso.

## Clãs e Domínios pertencentes aoŌuetsu Reppan Dōmei
| Domínio    | Clã        | Província |
| ---------- | ---------- | --------- |
| Matsumae   | Matsumae   | Ezo       |
| Akita      | Satake     | Dewa      |
| Morioka    | Nanbu      | Mutsu     |
| Yonezawa   | Uesugi     | Dewa      |
| Nihonmatsu | Niwa       | Mutsu     |
| Hirosaki   | Tsugaru    | Mutsu     |
| Shinjō     | Tozawa     | Dewa      |
| Tanagura   | Abe        | Mutsu     |
| Sōma       | Sōma       | Mutsu     |
| Sendai     | Date       | Mutsu     |
| Ichinoseki | Tamura     | Mutsu     |
| Miharu     | Akita      | Mutsu     |
| Yamagata   | Mizuno     | Dewa      |
| Kaminoyama | Matsudaira | Dewa      |
| Iwakidaira | Ando       | Mutsu     |
| Fukushima  | Itakura    | Mutsu     |
| Honjo      | Rokugo     | Dewa      |
| Moriyama   | Matsudaira | Mutsu     |
| Izumi      | Honda      | Mutsu     |
| Kameda     | Iwaki      | Dewa      |
| Hachinohe  | Nanbu      | Mutsu     |
| Tendō      | Oda        | Dewa      |
| Yunagaya   | Naitō      | Mutsu     |
| Shimotedo  | Tachibana  | Mutsu     |
| Yajima     | Ikoma      | Dewa      |
| Kurokawa   | Mizoguchi  | Echigo    |
| Nagaoka    | Makino     | Echigo    |
| Murakami   | Naitō      | Echigo    |
| Muramatsu  | Hori       | Echigo    |
| Mineyama   | Makino     | Echigo    |
| Kurokawa   | Yanagisawa | Echigo    |